# Gare de Wekusko
La gare de Wekusko à Wekusko est desservie par Via Rail Canada. C'est une gare sans personnel. Il y a 3 trains par semaine, dans chaque direction.